# كازيميرز فايانس
كازيميرز فايانس  (بالبولندية: Kazimierz Fajans) () (27 مايو 1887 – 18 مايو 1975) هو اختصاصيُّ كيمياء فيزيائية بولندي يهودي، وأحد رواد علم النشاط الإشعاعي، وأحد مكتشفَي عنصر البروتكتينيوم.

## التعليم والوظيفة
وُلِد كازيميرز فايانس في 27 مايو 1887 في وارسو عاصمة كونغرس بولندا لعائلة من خلفية يهودية. أكمل تعليمه الثانوي في وارسو عام 1904، ثم درس الكيمياء في ألمانيا، بدايةً في جامعة لايبتزغ، ثمَّ في هايدلبرغ وزيورخ. نال شهادة الدكتوراه عام 1909 لأبحاثه في التوليف الانتقائي الفراغي للجزيئات اليدوانية.
وُظِّف فايانس عام 1910 في مختبر إرنست رذرفورد في مانشستر حيث اكتُشِفت الذرة، ثم عاد بعدها إلى ألمانيا حيث أصبح مساعداً في البداية ثم أستاذاً مساعداً بعد ذلك في معهد كارلسروه للتكنولوجيا في مجال النشاط الإشعاعي. ترأس كلية الكيمياء الفيزيائية في جامعة ميونخ، ثم أصبح عام 1932 رئيساً لمعهد الكيمياء الفيزيائية الذي أسسته مؤسسة روكفيلر. ترك ألمانيا عام 1935 أثر تصاعد الاضطهاد النازي لليهود، وأقام مدةً في كامبريدج ثم انتقل إلى جامعة ميشيغان حيث عمل فيها حتى وفاته. أصبح عضواً شرفياً في الجمعية الكيميائية البولندية عام 1959.
تقاعد فايانس عن سبعين عاماً من عمره، لكنه لم يتوقف عن العمل حتى وفاته في 18 مايو 1975 في آن آربر التابعة لولاية ميشيغان في الولايات المتحدة.

## الحياة العلمية
عمِل فايانس إلى جانب هنري موزلي في مختبر إرنست رذرفورد على بحث خصائص الدورات المشعة في الجدول الدوري، واستطاع التعرف إلى أعمار النصف لدورة اليورانيوم—الأكتينيوم ونويدات الثوريوم.